# جبل قره جوخ
جبل قره چوخ هو جبل يقع شمال العراق في قضاء مخمور جنوب شرقي محافظة نينوى. يبلغ ارتفاع أعلى قممه 600 متر. يتواجد به عده مرتفعات.